# Liste de concepts esthétiques
Liste de concepts d'esthétique. 
Voir aussi la liste plus générale des concepts en philosophie.
- Haut – A
- B
- C
- D
- E
- F
- G
- H
- I
- J
- K
- L
- M
- N
- O
- P
- Q
- R
- S
- T
- U
- V
- W
- X
- Y
- Z

## Liste

### A
- Admiration
- Action
- Affection
- Agréable (Kant)
- Analogie
- Antinomie
- Art

### B
- Beau
- Beauté naturelle

### C
- les Classiques
- Coefficient d'art
- Communication et Communicabilité
- Concept
- Connaissance
- Contraste
- Couleur
- Création
- Culture

### D
- Dégoût

### E
- Eloquence
- Émotion
- Entendement
- Enthousiasme
- Esthétique
- Étonnement
- Exaltation

### F
- Faculté de juger
- Fin, Finalité
- Force
- Forme

### G
- Génie
- Goût (esthétique)
- Grandeur (esthétique)
- Grotesque

### I
- Idéal
- Idée
- Illusion
- Imagination
- Impression
- Intérêt
- Intuition

### J
- Jeu
- Jugement et notamment Jugement de goût

### L
- Liberté

### N
- Nature
- Nécessité
- Nouveauté

### O
- Ornement

### P
- Passion
- Perception
- Perfection
- Plaisir
- Poïétique
- Pratique

### R
- Réceptivité
- Représentation

### S
- Satisfaction
- Séduction
- Sens, Sensible, Sensibilité
- Sensation
- Sentiment
- Sublime

### T
- Talent
- Tendance
- Transcendental
- Travail
- Tromperie

### V
- Valeur
- Vraisemblance